# 西武百貨

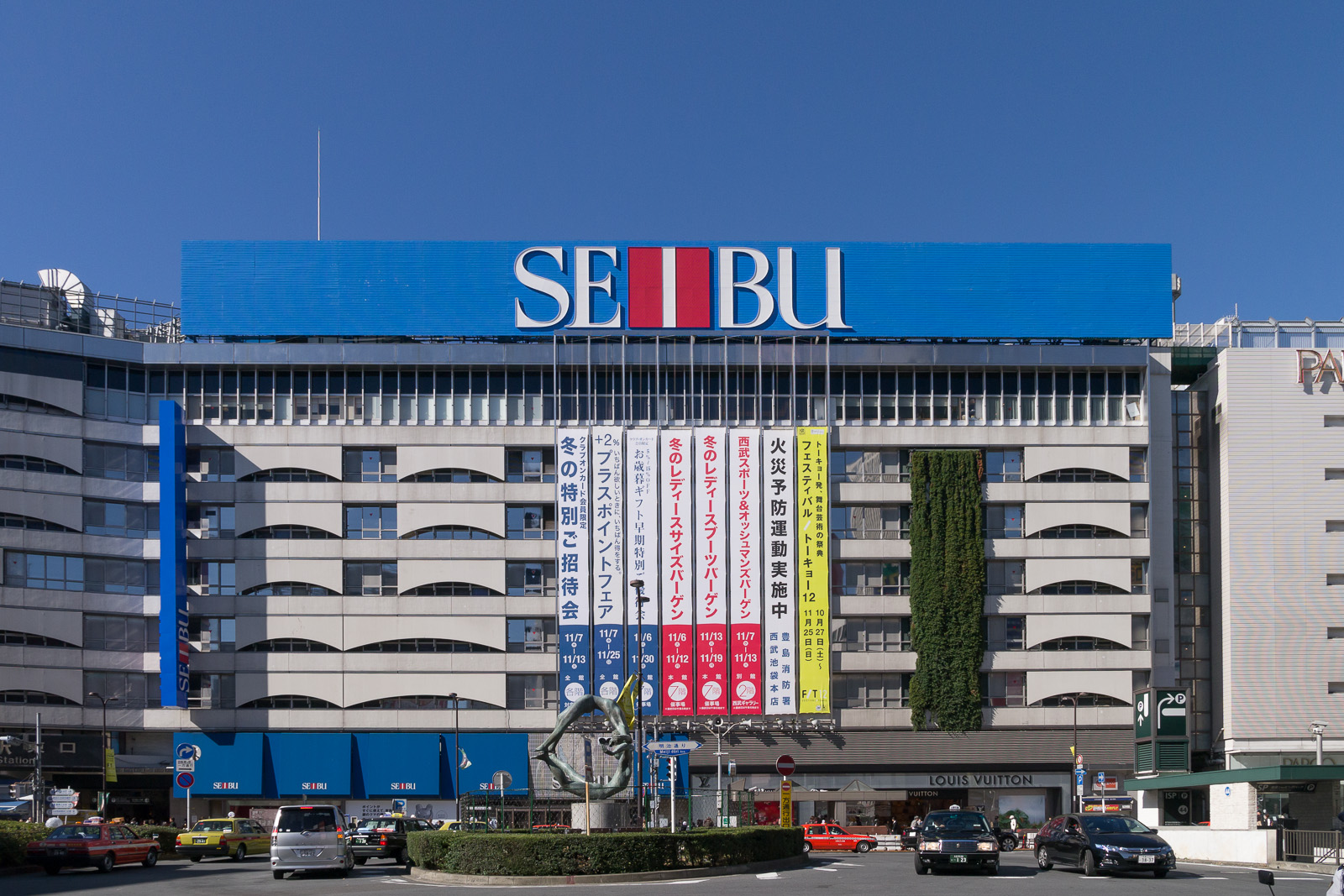
位於東京池袋的西武百貨店池袋本店

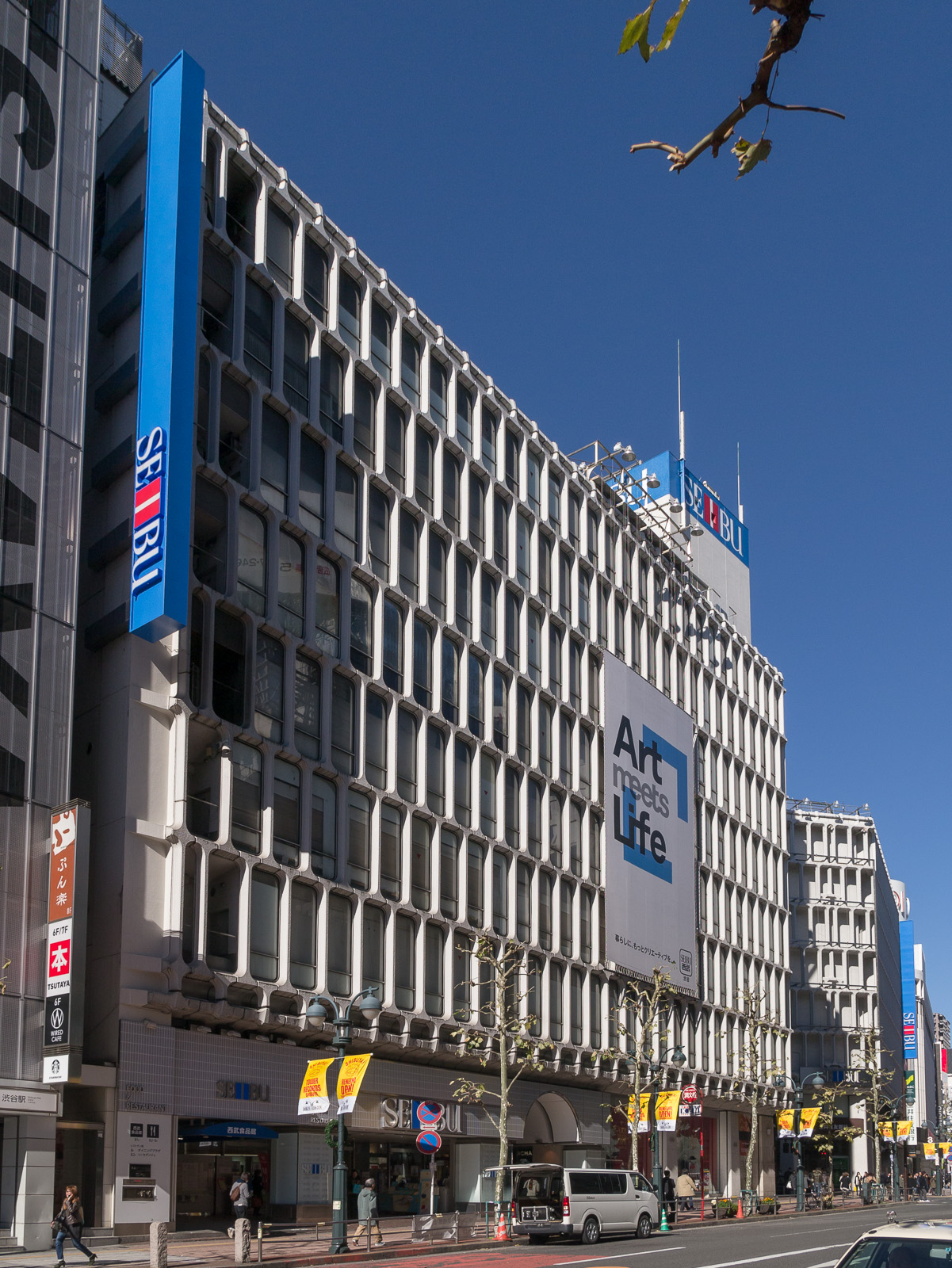
西武澀谷店A館

西武百貨（日语：／ Seibu Hyakkaten */?）是一家日本百貨公司，曾先後隸屬於西武集團與季節集團，目前與SOGO同為SOGO·西武所有的兩個百貨品牌，總店位於東京池袋。目前海外店舖皆為品牌授權關係。

## 歷史
1940年，西武鐵道的前身武藏野鐵道收購京濱電氣鐵道系列的菊屋百貨（京濱百貨）池袋支店，開設武藏野食糧店。第二次世界大戰結束前，東京大空襲令池袋一帶建築物消失。1947年被帝都百貨店管理、易名武藏野百貨，1949年再易名西武百貨店。1950年代前半期開始分期擴建，成為關東首家大規模的一站式百貨公司。之後在船橋、澀谷、大宮、靜岡、八王子等日本各地開設多家分店，形成西武集團的流通事業部門。
西武百貨曾創造不少零售品牌包括：巴而可、Loft、無印良品等，亦參與文化事業，興建如銀座季節劇場、澀谷巴而可劇場、季節美術館、巴而可出版等，並擁有信用卡公司。西武集團創辦人堤康次郎於1964年逝世後，次子堤清二接掌以西武百貨為中心的西武集團流通事業部門，形成與西武集團有別的季節集團。
1990年代後期，由於日本泡沫經濟破滅，季節集團解體；西武百貨面臨業績不振的狀況下，亦需面對企業重組以重振事業。2003年6月1日，SOGO與西武百貨共同組成控股公司「千禧零售」（ミレニアムリテイリング）。2005年12月26日，日本7-Eleven母公司7&I控股宣佈併購千禧零售。2009年8月1日，千禧零售與株式會社西武百貨店（西武百貨所屬公司法人）、株式會社SOGO（SOGO所屬公司法人）整併為SOGO·西武公司，西武百貨成為其旗下兩大百貨公司品牌之一，與SOGO並立。

## 分店
- 池袋（東京都豐島區）
- 澀谷（東京都澀谷區）
- 秋田（舊ほんきん西武）
- 所澤
- 東戶塚（横濱市戶塚區）：オーロラモール内。Daiei東戸塚店同居。
- 福井（舊だるまや西武)

### 香港西武

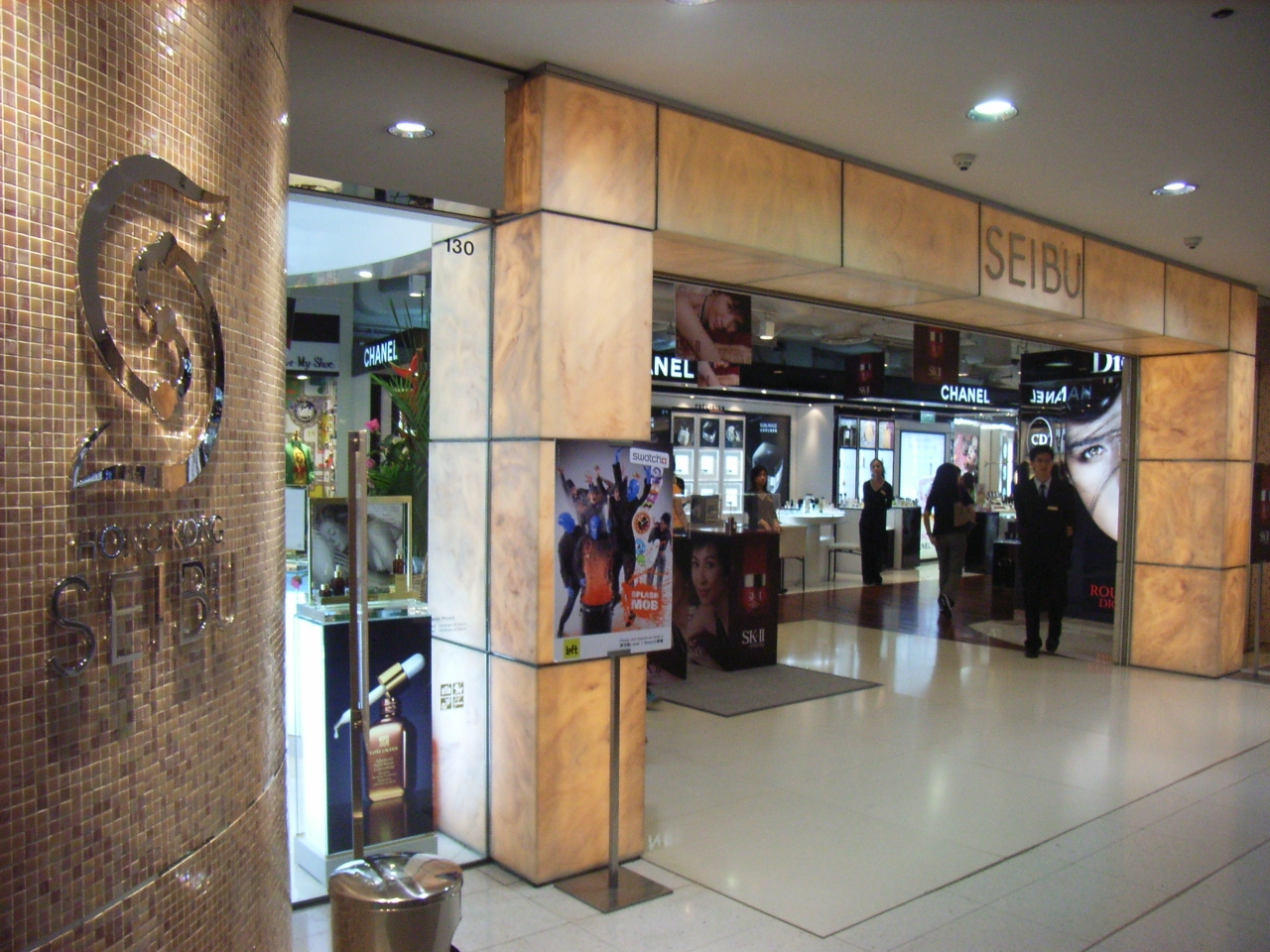
香港金鐘太古廣場的西武百貨

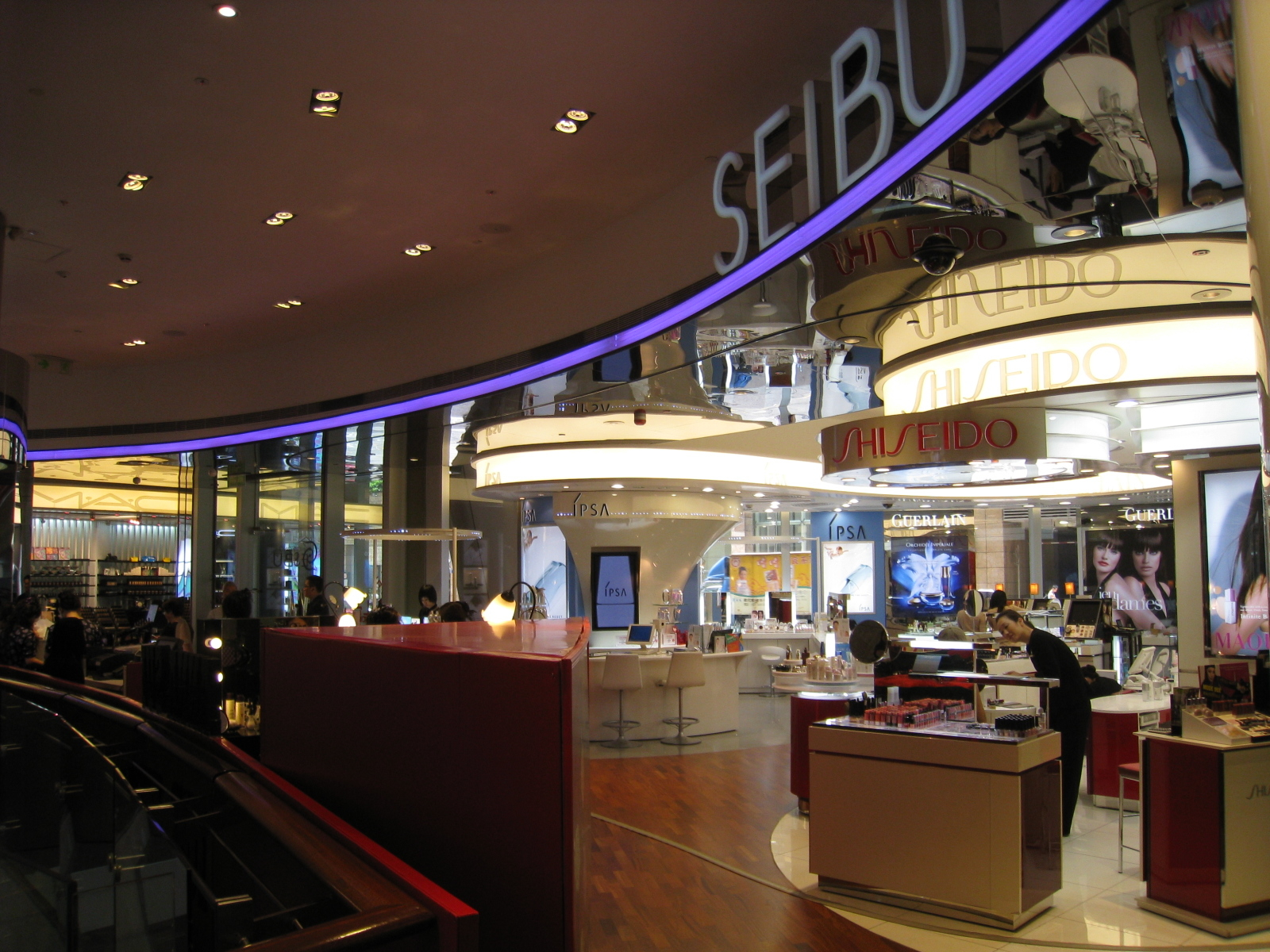
位於旺角砵蘭街的朗豪坊西武

日本西武原擁有香港西武部份股權，首家香港西武於1989年於金鐘太古廣場開業，面積90,000平方呎。其後於1993年，日本西武把其股權出售予香港商人潘迪生的迪生創建，自此香港西武除可繼續使用「西武」名稱對外經營外，其與日本西武已沒有任何關係。
股權易手後香港西武仍然持續擴展，包括於1997年於銅鑼灣皇室大廈開設分店，面積30,000平方呎。唯由於租約問題，銅鑼灣分店於2006年5月結業。2004年11月於旺角朗豪坊開設九龍區首家分店。2006年底於尖沙咀九龍酒店開設分店。
金鐘太古廣場西武和尖沙咀西武已於2011年6月及9月結束營業。而最後一間香港西武旺角店亦於2013年9月17日結業。
馬來西亞分店
於馬來西亞吉隆坡 The Exchange TRX 開有分店。

### 中國大陸分店
西武百貨在中國大陸曾由迪生創建擁有，曾於成都、瀋陽、深圳以及長春設有分店。最後一間分店，位於深圳新城市廣場店已於2012年9月30日結業。

## 關係品牌
- SOGO
- Loft

## 外部連結
- 官方网站